# Lijst van voetbalclubs aangesloten bij de Amsterdamsche Voetbalbond
Dit is een lijst van voetbalclubs die aangesloten en/of actief zijn geweest bij de Amsterdamsche Voetbalbond (AVB).
Vanaf 1940 waren clubs uit de regio van de Amsterdamsche Voetbalbond automatisch lid van de Amsterdamsche Voetbalbond zodra zij zich hadden ingeschreven bij de KNVB.

## Legenda
(1) achter de clubnaam - Zijn meerdere clubs met dezelfde naam geweest, echter zijn verschillende clubs.
   bij Lid sinds - Club is heropgericht of heringeschreven, echter de datum hiervan is onbekend.
   bij Lid tot - Club is uitgeschreven of opgeheven voor 1996, datum hiervan is echter onbekend.
—  bij Lid tot - Club is tot einde van de bond (1996) actief gebleven.
| Club                  | Plaats                  | Lid sinds                     | Lid tot                    | Bijzonderheden |
| --------------------- | ----------------------- | ----------------------------- | -------------------------- | --- |
| AAC (1)               | Amsterdam               | 1895                          | september 1934             | |
| AAC (2)               | Amsterdam               | augustus 1938                 | 1943                       | Fuseerde in 1943 tot ASV |
| AFC Aalsmeer          | Aalsmeer                | september 1918                | 1919                       | |
| VV Aalsmeer           | Aalsmeer                | juli 1923                     | —                          | |
| ABIM                  | Amsterdam               | augustus 1957                 | 1959                       | Was tot 1927 aangesloten bij de Amsterdamsche Volks Voetbalbond |
| ACF                   | Amsterdam               | september 1930                | 1933                       | Was tot 1930 aangesloten bij de Amsterdamsche Kantoor Voetbalbond |
| Achilles '35          | Amsterdam               | september 1940                | december 1941              | Was tot 1940 aangesloten bij de Nederlandse Arbeiders Sportbond, fuseerde in 1941 tot AMC (later Meerboys)                                                                                      |
| VV Actief             | Amsterdam               | juli 1923                     | augustus 1939              | Was tot 1923 aangesloten bij de Amsterdamsche Volks Voetbalbond |
| ADE                   | Weesp                   | september 1934                | —                          | |
| ADO                   | Amsterdam               |                               | februari 1905              | |
| ADSV                  | Amsterdam               | september 1940                | Vraag                      | Was tot 1940 aangesloten bij de Amsterdamsche Volks Voetbalbond |
| Advendo               | Amsterdam               | september 1904                | Vraag                      | |
| ADW                   | Amsterdam               | september 1914                | september 1985             | Fuseerde in 1985 tot Sporting Amsterdam |
| ADWV                  | Amsterdam               | augustus 1922                 | december 1923              | Was tot 1922 aangesloten bij de Amsterdamsche Volks Voetbalbond |
| AED                   | Amsterdam               | september 1920                | 1941                       | |
| AEG                   | Amsterdam               | september 1940                | Vraag                      | |
| AFC                   | Amsterdam               | september 1897 augustus 1911  | 1908 —                     | Was tussen 1908 en 1911 aangesloten bij de Noordhollandsche Voetbalbond |
| Africana              | Amsterdam               | september 1930                | februari 1938              | Was tot september 1930 aangesloten bij de Amsterdamsche Kantoor Voetbalbond |
| AGS                   | Amsterdam               | september 1926                | 1965                       | Fuseerde in 1965 tot A.G.S.Olympus |
| AGS Olympus           | Amsterdam               | 1965                          | 1989                       | Fuseerde in 1989 tot SC Sloterpark/AGS |
| AGT                   | Amsterdam               | september 1940                | —                          | Was van aug 1922 tot sep 1940 aangesloten bij de KNVB Spoor- en tramwegcompetitie |
| AGVV                  | Amsterdam               | juli 1901                     | september 1903             | |
| Ahrend's VC           | Amsterdam               | september 1916                | 1974                       | Fuseerde in 1974 tot SC Buitenveldert |
| AHVV                  | Amsterdam               | oktober 1924                  | december 1932              | In 1932 opgegaan in HSVB Amsterdam |
| AIA                   | Amsterdam               | november 1930                 | april 1937                 | |
| AFC Ajax              | Amsterdam               | september 1900                | —                          | |
| All Ready             | Amsterdam               | augustus 1931                 | Vraag                      | Was tot augustus 1931 aangesloten bij de Amsterdamsche Volks Voetbalbond |
| All Risks             | Amsterdam               | 1925                          | juli 1933                  | Was eerder aangesloten bij de Amsterdamsche Kantoor Voetbalbond |
| Amateure              | Amsterdam               | januari 1924                  | juli 1933                  | |
| AMH                   | Amsterdam               | januari 1925                  | 1925                       | Was daarna aangesloten bij de Amsterdamsche Volks Voetbalbond |
| VV Amro               | Amsterdam               | september 1940                | 1992                       | Was tot 1940 aangesloten bij de Amsterdamsche Kantoor Voetbalbond, heette tot 1964 VV Robaver, fuseerde in 1992 tot ABN Ambro                                                                   |
| Amstel                | Amsterdam               | augustus 1907                 | 1979                       | Was tot 1907 aangesloten bij de Amsterdamsche Volks Voetbalbond, fuseerde in 1979 tot TIW Amstel                                                                                                |
| Amstelsteyn           | Amsterdam               | oktober 1917                  | december 1918              | |
| Amstelsteijn (1)      | Amsterdam               | september 1918                | augustus 1921              | |
| Amstelsteijn (2)      | Amsterdam               | juli 1923                     | september 1927             | Had tot augustus 1923 ASVEDO als tijdelijke naam, opgegaan in Avanti |
| VV Amsterda           | Amsterdam               | september 1940                | Vraag                      | Was tot 1940 aangesloten bij de Amsterdamsche Kantoor Voetbalbond |
| Amsterdamsche Boys    | Amsterdam               | oktober 1924                  | Vraag                      | Was tot 1924 aangesloten bij de Amsterdamsche Volks Voetbalbond |
| VV Amstleven          | Amsterdam               | september 1940                | Vraag                      | Was tot 1940 aangesloten bij de Amsterdamsche Kantoor Voetbalbond |
| Amstubed              | Amsterdam               | september 1938                | december 1939              | |
| AMVJ                  | Amsterdam               | januari 1924                  | augustus 1940 —            | Heette tot 1925 Concordia, tussen 1925 en 1930 AMVJ, tussen 1930 en 1947 SOS, heropgericht na de oorlog                                                                                         |
| VV Animo              | Amsterdam               | september 1920                | 1985                       | Fuseerde in 1985 tot RCAC |
| Animo '86             | Amsterdam               | 1986                          | 1994                       | In 1986 ontstaan door ontbonden fusie RCAC, gefuseerd in 1994 tot ASC Xanthos |
| APGS                  | Amsterdam               | september 1924                | Vraag                      | |
| APW                   | Amsterdam               | juli 1937                     | december 1939              | |
| AVV Argonaut          | Amsterdam               | september 1933                | 1978                       | Was tot 1933 aangesloten bij de Amsterdamsche Volks Voetbalbond |
| Argus                 | Amsterdam               | mei 1932                      | Vraag                      | |
| ARTA                  | Amsterdam               | oktober 1936                  | juni 1976                  | Was tot 1936 aangesloten bij de Amsterdamsche Volks Voetbalbond, is opgegaan in AVV Herenmarkt                                                                                                  |
| ASC                   | Amsterdam               | september 1920                | Vraag                      | |
| ASR                   | Amsterdam               | juli 1925                     | 1981                       | Heette tot aug 1925 GRA, fuseerde in 1981 tot LAC |
| Ass Cass              | Amsterdam               | september 1940                | juli 1952                  | Was tot 1940 aangesloten bij de Amsterdamsche Kantoor Voetbalbond, fuseerde in 1952 tot OKA |
| ASV                   | Amsterdam               | 1943                          | 1956                       | Fuseerde in 1956 tot ASV Arsenal |
| ASV Arsenal           | Amsterdam               | 1956                          | —                          | |
| ASVB                  | Amsterdam               | augustus 1931                 | april 1937                 | |
| ASVK                  | Amsterdam               | september 1936                | november 1974              | Was tot 1936 aangesloten bij de Amsterdamsche Volks Voetbalbond, fuseerde in 1974 tot SC Voorland                                                                                               |
| Atax                  | Amsterdam               | december 1938                 | februari 1941              | |
| ATB                   | Amsterdam               | oktober 1920                  | oktober 1921               | Opgegaan in Avanti |
| ATCRC                 | Amsterdam               | december 1938                 | februari 1941              | |
| ATTO (1)              | Amsterdam               | september 1918                | 1919 of 1920               | Was tot 1918 en na 1919 of 1920 aangesloten bij de Amsterdamsche Volks Voetbalbond |
| ATTO (2)              | Amsterdam               | augustus 1925                 | december 1927              | |
| ATW                   | Amsterdam               | september 1940                | november 1942              | |
| Avanti                | Amsterdam               | augustus 1912                 | augustus 1938              | In 1938 gefuseerd tot AAC |
| AVC                   | Amsterdam               | september 1936                | november 1942              | Heette tot aug 1937 De Stucadoor, was tot 1936 aangesloten bij de Amsterdamsche Volks Voetbalbond                                                                                               |
| AVOG                  | Amsterdam               | februari 1921                 | augustus 1938              | In 1938 gefuseerd tot AAC |
| AVV (1)               | Amsterdam               | september 1897                | 1917                       | |
| AVV (2)               | Amsterdam               | juli 1927                     | september 1931             | |
| AVV Amstel            | Amsterdam               | augustus 1902                 | september 1903             | |
| AWA                   | Amsterdam               | september 1908                | juli 1918                  | |
| AZV                   | Amsterdam               | september 1940                | januari 1943               | Was tot 1940 aangesloten bij de Amsterdamsche Volks Voetbalbond |
| SC Badhoevedorp       | Badhoevedorp            | 1986                          | —                          | |
| VV Baambrugge         | Baambrugge              | augustus 1932                 | juni 1938                  | |
| BAC                   | Amsterdam               | augustus 1925                 | juli 1927                  | |
| Bali                  | Amsterdam               | september 1929                | september 1936             | Was tot 1929 aangesloten bij de Amsterdamsche Volks Voetbalbond, is gefuseerd tot SVZ |
| BB                    | Amsterdam               | september 1931                | juli 1933                  | |
| BDK                   | Amsterdam               | september 1930                | —                          | Was tot 1930 aangesloten bij de Amsterdamsche Volks Voetbalbond |
| VV Bestevaer          | Amsterdam               | september 1931                | september 1935             | |
| VV Bijenkorf          | Amsterdam               | september 1918                | juni 1923                  | |
| BISMA                 | Amsterdam               | september 1940                | Vraag                      | Was tot 1940 aangesloten bij de Amsterdamsche Kantoor Voetbalbond |
| ASV Blauw Wit         | Amsterdam               | september 1907                | —                          | Heette tot 1924 Blauw Wit |
| Blauw Wit '35         | Amsterdam               | september 1940                | Vraag                      | Was tot 1940 aangesloten bij de CNVB onder de naam CSV Blauw Wit |
| VV Blue Devils        | Amsterdam               | september 1932                | december 1936              | |
| BOB                   | Amsterdam               | januari 1924                  | juli 1925                  | |
| BPC                   | Amsterdam               | oktober 1924                  | 1982                       | Was tot 1924 aangesloten bij de Amsterdamsche Volks Voetbalbond, fuseerde in 1982 tot DNC |
| SV Brandweer          | Amsterdam               | juli 1926 1941                | februari 1941 —            | In 1941 heropgericht |
| BRC                   | Amsterdam               | september 1913                | november 1915              | Was tot 1913 aangesloten bij de Amsterdamsche Kantoor Voetbalbond |
| Broches               | Amsterdam               | juni 1927                     | juli 1933                  | |
| VV Broederschap       | Amsterdam               | juli 1923                     | juli 1933                  | Heette tot aug 1924 De Sterren, was tot 1923 aangesloten bij de Amsterdamsche Volks Voetbalbond                                                                                                 |
| Bruin Zwart           | Amsterdam               | juli 1934                     | juli 1937                  | |
| SC Buitenveldert      | Amsterdam               | 1974                          | —                          | |
| Burrough's            | Amsterdam               | oktober 1925                  | juli 1933                  | |
| BWB                   | Amsterdam               | augustus 1939                 | februari 1941              | |
| CDW                   | Amsterdam               | juli 1934                     | 1975                       | Fuseerde in 1975 tot NEC '75 |
| Het Centrum           | Amsterdam               | september 1937                | Vraag                      | |
| VV Citroën            | Amsterdam               | juli 1932                     | september 1935             | |
| CMO                   | Amsterdam               | oktober 1922                  | februari 1923              | |
| CNF                   | Amsterdam               | augustus 1938                 | 1952                       | |
| Constantius           | Amsterdam               | september 1940                | 1945                       | Was tot 1940 aangesloten bij de DHVB, in 1945 gefuseerd tot DCG |
| Da Costa (1)          | Amsterdam               | juli 1923                     | september 1924             | |
| Da Costa (2)          | Amsterdam               | juni 1925                     | augustus 1927              | |
| DAK                   | Amsterdam               | juli 1926                     | januari 1927               | Was tot jul 1926 aangesloten bij de Amsterdamsche Volks Voetbalbond onder de naam DTK |
| RKSV DCG              | Amsterdam               | 1945                          | —                          | |
| DDS                   | Amsterdam               | september 1921                | september 1929             | Was tot sep 1921 aangesloten bij de Amsterdamsche Volks Voetbalbond, in 1929 opgegaan in RAP |
| DDS                   | Amsterdam               | juli 1935                     | december 1938              | |
| DEC                   | Amsterdam               | september 1904                | 1982                       | Fuseerde in 1982 tot DNC |
| SV Delta Lloyd        | Amsterdam               | september 1940                | 1995                       | Was tot 1940 aangesloten bij de Amsterdamsche Kantoor Voetbalbond, heette tot 1969 SV Nedlloyd                                                                                                  |
| Denovo                | Amsterdam               | augustus 1925                 | juli 1927                  | |
| DEO                   | Amsterdam               | augustus 1922                 | augustus 1940              | |
| Deutscher Turnverein  | Amsterdam               | juli 1934                     | Vraag                      | |
| DEV (1)               | Amsterdam               | november 1901                 | september 1903             | |
| DEV (2)               | Amsterdam               | december 1912                 | december 1918              | |
| De Diamantbewerkers   | Amsterdam               | augustus 1913                 | juli 1918                  | |
| Die Haghezangers      | Amsterdam               | augustus 1925                 | augustus 1927              | |
| VV Diemen             | Diemen                  | juli 1913                     | november 1919              | |
| SV Diemen             | Diemen                  | augustus 1931                 | —                          | Heette tot 1974 DVAV |
| VV District V         | Amsterdam               | augustus 1924                 | juli 1925                  | |
| DJK                   | Amsterdam               | september 1913                | augustus 1917              | |
| DJK                   | Amsterdam               | september 1920                | 1993                       | Was tot 1920 aangesloten bij de Amsterdamsche Volks Voetbalbond, fuseerde in 1993 tot ASV Fortius                                                                                               |
| DKSV                  | Amsterdam               | augustus 1931                 | december 1939              | |
| DNC                   | Amsterdam               | 1982                          | —                          | |
| DOSB                  | Amsterdam               | oktober 1899 1909             | 1906 juli 1918             | Was tussen 1906 en 1909 aangesloten bij de Noordhollandsche Voetbalbond |
| DOSS                  | Amsterdam               | september 1940                | 1945                       | Fuseerde in 1945 tot DCG |
| DOT                   | Amsterdam               | december 1920                 | januari 1926               | |
| VV Droogbak           | Amsterdam               | augustus 1921                 | september 1923             | |
| DSA                   | Amsterdam               | augustus 1933                 | maart 1935                 | |
| DSO (2)               | Amsterdam               | augustus 1922                 | december 1926              | Was tot 1922 aangesloten bij de Amsterdamsche Volks Voetbalbond |
| DSS (1)               | Amsterdam               | augustus 1911                 | december 1914              | Was tot 1911 aangesloten bij de Amsterdamsche Volks Voetbalbond |
| DSS (2)               | Amsterdam               | september 1919                | januari 1923               | Was tot 1919 aangesloten bij de Amsterdamsche Volks Voetbalbond |
| DSTO                  | Amsterdam               | 1931                          | juli 1933                  | Was eerder aangesloten bij de Amsterdamsche Volks Voetbalbond |
| DSV                   | Amsterdam               | september 1920                | oktober 1933               | |
| DSZ                   | Amsterdam               | augustus 1936                 | februari 1941              | Vermoedelijk ook aangesloten geweest bij de Amsterdamsche Volks Voetbalbond |
| DTC (2)               | Amsterdam               | september 1940                | Vraag                      | Was tot 1940 aangesloten bij de Amsterdamsche Volks Voetbalbond |
| DTV                   | Amsterdam               | maart 1935                    | oktober 1941               | |
| DUB                   | Amsterdam               |                               | juli 1933                  | |
| VV Duivendrecht (1)   | Duivendrecht            | augustus 1921                 | september 1923             | |
| VV Duivendrecht (2)   | Duivendrecht            | september 1932                | april 1937                 | |
| DVO                   | Amsterdam               | november 1916                 | november 1920              | |
| DVVA                  | Amsterdam               | september 1940                | —                          | Was tot 1940 aangesloten bij de CNVB onder de naam DVV |
| DWB                   | Amsterdam               | augustus 1932                 | april 1937                 | |
| DWG                   | Amsterdam               | maart 1934                    | —                          | |
| AFC DWS               | Amsterdam               | augustus 19111                | —                          | Was tot 1911 aangesloten bij de Amsterdamsche Volks Voetbalbond |
| DWV                   | Nieuwendam              | september 1924                | —                          | Was tot 1924 aangesloten bij de Noordhollandsche Voetbalbond |
| AFC EDO               | Amsterdam               | november 1896                 | februari 1906              | |
| EDW                   | Amsterdam               | augustus 1915                 | juli 1931                  | In 1931 gefuseerd tot HEDW |
| AVV Eendracht         | Amsterdam               | 1898                          | oktober 1902               | |
| Eendracht '82         | Amsterdam               | 1982                          | —                          | |
| EH                    | Amsterdam               | september 1938                | Vraag                      | |
| VV De Eland           | Amsterdam               | 1933                          | 1968                       | Was tot sep 1933 aangesloten bij de Amsterdamsche Volks Voetbalbond, fuseerde in 1968 tot VV De Eland SDC                                                                                       |
| VV De Eland SDC       | Amsterdam               | 1968                          | juni 1985                  | Fuseerde in 1985 tot SC Sloten |
| ELB                   | Amsterdam               | augustus 1929                 | maart 1935                 | |
| VV Ella               | Amsterdam               | maart 1938                    | Vraag                      | |
| SC Elsevier           | Amsterdam               | september 1929                | april 1937                 | |
| ENAS                  | Amsterdam               | augustus 1927                 | 1929                       | Was tot 1927 aangesloten bij de Amsterdamsche Volks Voetbalbond |
| Energia               | Amsterdam               | februari 1925                 | —                          | Heette tot 1947 SV Electra |
| Ervea                 | Amsterdam               | september 1940                | Vraag                      | |
| Exterio               | Amsterdam               | september 1937                | oktober 1939               | Was tot 1937 aangesloten bij de Amsterdamsche Volks Voetbalbond |
| FAB                   | Amsterdam               | juni 1928                     | september 1931             | |
| FAMOS (1)             | Amsterdam               | oktober 1932                  | januari 1938               | |
| FAMOS (3)             | Amsterdam               | november 1939                 | november 1939              | Was vanaf nov 1939 aangesloten bij de CNVB |
| FAVC                  | Amsterdam               | augustus 1940                 | augustus 1943              | |
| ASC Fenris            | Amsterdam               | februari 1922                 | juli 1925                  | Heette tot jul 1922 Hercules |
| FHDC                  | Amsterdam               | augustus 1940                 | 1943                       | Fuseerde in 1943 tot ASV |
| AVV FIT               | Amsterdam               | juli 1926                     | —                          | Was eerder aangesloten bij de Algemene Voetbalbond Amsterdam |
| Flora                 | Amsterdam               | september 1936                | augustus 1938              | Was tot 1936 aangesloten bij de Amsterdamsche Volks Voetbalbond |
| Flower Boys           | Aalsmeer                | september 1929                | juli 1933                  | Heette tot maa 1932 ONI |
| FME                   | Amsterdam               | oktober 1932                  | april 1937                 | |
| VV Fokke              | Amsterdam               | augustus 1927                 | 1974                       | Fuseerde in 1974 tot SC Overamstel |
| ASV Fortius           | Amsterdam               | 1993                          | —                          | |
| Forward               | Amsterdam               |                               | juni 1923                  | |
| VV Frankendael        | Amsterdam               | september 1932                | december 1936              | |
| Franklin              | Amsterdam               | september 1936                | april 1937                 | Was tot 1936 aangesloten bij de Amsterdamsche Volks Voetbalbond |
| Frederik Hendrik      | Amsterdam               | augustus 1924                 | augustus 1940              | |
| Het Funen             | Amsterdam               | november 1920                 | Vraag                      | Was tot 1920 aangesloten bij de Amsterdamsche Volks Voetbalbond onder de naam HMS |
| GAS                   | Amsterdam               | november 1930                 | januari 1938               | |
| ASV De Germaan        | Amsterdam               | september 1917                | —                          | |
| CSV De Geuzen         | Amsterdam               | augustus 1926                 | —                          | |
| Gezellen Vier         | Amsterdam               | september 1940                | september 1945             | Was tot 1940 aangesloten bij de DHVB, in 1945 gefuseerd tot DCG |
| GHB                   | Amsterdam               | september 1940                | Vraag                      | Was tot 1940 aangesloten bij de Amsterdamsche Kantoor Voetbalbond |
| Giram                 | Amsterdam               | oktober 1932                  | december 1939              | |
| Gold Star             | Amsterdam               | september 1932                | juni 1995                  | Was tot 1932 aangesloten bij de Amsterdamsche Volks Voetbalbond, fuseerde in 1995 tot Gold Star/SNA                                                                                             |
| Gold Star/SNA         | Amsterdam               | juni 1995                     | —                          | |
| Good Shot             | Amsterdam               | augustus 1912                 | december 1914              | |
| VV Gooiland           | Hilversum               | februari 1913                 | augustus 1915              | Heette tot jun 1913 DVV |
| VV Grotius            | Amsterdam               | september 1930                | juli 1932                  | |
| GTA                   | Amsterdam               |                               | juli 1933                  | |
| SC HBM                | Amsterdam               | september 1940                | Vraag                      | Was tot 1940 aangesloten bij de Amsterdamsche Kantoor Voetbalbond |
| HBU                   | Amsterdam               | september 1940                | Vraag                      | Was tot 1940 aangesloten bij de Amsterdamsche Kantoor Voetbalbond |
| HDS                   | Amsterdam               | september 1920                | Vraag                      | |
| HEDW                  | Amsterdam               | juli 1931                     | 1956                       | Fuseerde in 1956 tot WV-HEDW |
| VV Heemskerck         | Amsterdam               | augustus 1922                 | augustus 1956              | Fuseerde in 1956 tot HRVC |
| AVV Herenmarkt        | Amsterdam               | augustus 1925                 | 1994                       | Was tot 1925 aangesloten bij de Amsterdamsche Volks Voetbalbond, fuseerde in 1994 tot VV ZRC Herenmarkt                                                                                         |
| VV Hema               | Amsterdam               | oktober 1929                  | Vraag                      | |
| Herodia               | Amsterdam               | augustus 1924                 | december 1939              | |
| Hertha                | Abcoude                 | november 1919                 | juli 1933                  | Heette tot feb 1921 UDI |
| VV Hirsch             | Amsterdam               | augustus 1921                 | januari 1924               | |
| HOK                   | Duivendrecht            | september 1932                | september 1944             | |
| VV Holland            | Amsterdam               |                               | september 1901             | |
| Hollandia             | Amsterdam               | september 1900                | 1908                       | Was later aangesloten bij de Amsterdamsche Volks Voetbalbond |
| Hollandia bis         | Amsterdam               | oktober 1903                  | juni 1904                  | |
| VV Holver (1)         | Amsterdam               | september 1920                | juli 1925                  | |
| VV Holver (2)         | Amsterdam               | augustus 1939                 | maart 1942                 | Zou na de oorlog zijn heropgericht |
| VV De Hoop            | Amsterdam               | juli 1923                     | januari 1926               | |
| Hortus                | Amsterdam               | 1914                          | augustus 1931              | Was eerder aangesloten bij de Amsterdamsche Volks Voetbalbond, in 1931 gefuseerd tot WV-HEDW |
| HRVC                  | Amsterdam               | augustus 1956                 | —                          | |
| HZA                   | Amsterdam               | augustus 1915                 | Vraag                      | |
| IJ-Boys               | Amsterdam               | september 1933                | 1994                       | Was tot 1933 aangesloten bij de Amsterdamsche Volks Voetbalbond, fuseerde in 1994 tot IJ-Boys/OZ/Orion                                                                                          |
| IJ-Boys/OZ/Orion      | Amsterdam               | 1994                          | —                          | |
| IJ-Ster               | Amsterdam               | november 1940                 | november 1942              | |
| IJvogels              | Amsterdam               | september 1936                | januari 1944               | Was tot 1936 aangesloten bij de Amsterdamsche Volks Voetbalbond, fuseerde in 1944 tot SESIJ |
| ILFRA                 | Amsterdam               | augustus 1927                 | september 1935             | |
| VV Incassobank        | Amsterdam               | september 1920 september 1940 | 1921                       | Was in het seizoen 1919/20 en tussen 1921 en 1940 aangesloten bij de Amsterdamsche Kantoor Voetbalbond                                                                                          |
| RKASV India           | Amsterdam               | september 1940                | Vraag                      | Was tot 1940 aangesloten bij de DHVB |
| Insulinde             | Amsterdam               | oktober 1925                  | juni 1933                  | |
| JHK                   | Amsterdam               | juli 1926                     | 1982                       | Was tot 1926 aangesloten bij de Amsterdamsche Volks Voetbalbond, fuseerde in 1982 tot Eendracht '82                                                                                             |
| Java (2)              | Amsterdam               |                               | augustus 1931              | Was eerder aangesloten bij de Amsterdamsche Volks Voetbalbond |
| JOS                   | Amsterdam               | augustus 1921                 | 1995                       | Fuseerde in 1995 tot JOS Watergraafsmeer |
| JOS Watergraafsmeer   | Amsterdam               | 1995                          | —                          | |
| KAB                   | Amsterdam               | augustus 1917                 | december 1918              | Was tot 1917 aangesloten bij de Amsterdamsche Kantoor Voetbalbond |
| VV Kattenburg (2)     | Amsterdam               | juli 1923                     | september 1925             | Was tot 1923 aangesloten bij de Amsterdamsche Volks Voetbalbond, in 1925 gefuseerd tot KVC |
| KBV                   | Amsterdam               | augustus 1931                 | —                          | |
| KDC                   | Amsterdam               | augustus 1921                 | juli 1933                  | Heette tot okt 1921 DVS |
| VV Kinker             | Amsterdam               | februari 1924                 | mei 1925                   | Was vanaf 1925 aangesloten bij de Amsterdamsche Volks Voetbalbond |
| KMVZ                  | Amsterdam               | september 1940                | —                          | Was tot 1940 aangesloten bij de Amsterdamsche Kantoor Voetbalbond |
| VV KNSM               | Amsterdam               | september 1940                | Vraag                      | Was tot 1940 aangesloten bij de Amsterdamsche Kantoor Voetbalbond |
| KNV                   | Amsterdam               | augustus 1932                 | april 1937                 | |
| Kondor Labora         | Amsterdam               | juli 1926                     | april 1937                 | Was tot 1926 aangesloten bij de Amsterdamsche Kantoor Voetbalbond |
| De Koophandel         | Amsterdam               | juni 1927                     | juli 1933                  | |
| De Kraaien            | Amsterdam               | september 1940                | augustus 1943              | Was tot 1940 aangesloten bij de Amsterdamsche Kantoor Voetbalbond |
| VV Kromhout           | Amsterdam               | september 1940                | Vraag                      | Was tot 1940 aangesloten bij de Amsterdamsche Kantoor Voetbalbond |
| De Kruisster          | Amsterdam               | juni 1933                     | Vraag                      | |
| LAC                   | Amsterdam               | 1981                          | juni 1988                  | |
| Le Progrès            | Weesp                   | september 1910                | augustus 1915              | |
| Leonidas              | Amsterdam               | september 1902                | Vraag                      | |
| Lewenstein            | Amsterdam               | september 1937                | maart 1940                 | |
| VV Lijnden            | Lijnden                 | juli 1923                     | augustus 1927              | |
| SV Lijnden            | Badhoevedorp            | september 1930                | 1986                       | In 1986 gefuseerd tot SC Badhoevedorp |
| De Lindenboys         | Amsterdam               | september 1940                | Vraag                      | Was tot 1940 aangesloten bij de Amsterdamsche Volks Voetbalbond, heette vanaf 1945 MVKV |
| VV Linnaeus           | Amsterdam               | september 1907                | maart 1910                 | |
| LOC                   | Amsterdam               | april 1921                    | 1981                       | Fuseerde in 1981 tot LAC |
| LOS                   | Amsterdam               | oktober 1928                  | Vraag                      | Was later aangesloten bij de Amsterdamsche Volks Voetbalbond |
| LUTO (3)              | Amsterdam               | augustus 1925                 | maart 1928                 | |
| Luxor                 | Amsterdam               | augustus 1923                 | augustus 1926              | Was tot 1923 aangesloten bij de Amsterdamsche Volks Voetbalbond |
| MFC Swift Amsterdam   | Amsterdam               | september 1895                | Vraag                      | |
| AVV Madjoe            | Amsterdam               | juli 1928                     | 1993                       | In 1993 gefuseerd tot ASV Fortius |
| Maja                  | Amsterdam               | september 1936                | september 1941             | Was tot 1936 aangesloten bij de Amsterdamsche Volks Voetbalbond |
| VV De Meer            | Amsterdam               | juni 1912                     | november 1915              | |
| Meerboys              | Amsterdam               | augustus 1928                 | december 1941              | Was tot 1928 aangesloten bij de Amsterdamsche Volks Voetbalbond, in 1941 gefuseerd tot AMC |
| De Meeuwen            | Amsterdam               | september 1915                | december 1920              | |
| Mercurius             | Amsterdam               | januari 1931                  | juni 1938                  | |
| SV De Meteoor         | Amsterdam               | maart 1923                    | —                          | |
| MHC                   | Amsterdam               | augustus 1927                 | augustus 1931              | In 1931 gefuseerd tot WMC |
| Militair Amsterdam    | Amsterdam               | augustus 1914                 | januari 1915               | |
| Minahassa             | Amsterdam               | september 1940                | Vraag                      | Was tot 1940 aangesloten bij de Amsterdamsche Volks Voetbalbond |
| Minerva               | Amsterdam               | september 1902                | september 1903             | |
| MMV                   | Amsterdam               | 1927                          | juli 1933                  | |
| MSNO                  | Amsterdam               | oktober 1924                  | september 1933             | Was tot 1924 aangesloten bij de Amsterdamsche Volks Voetbalbond |
| SV Muiden             | Muiden                  | september 1920                | 1980                       | In 1980 gefuseerd tot SC Muiden |
| SC Muiden             | Muiden                  | 1980                          | —                          | |
| SC Muiderberg         | Muiderberg              | februari 1929                 | —                          | |
| VV Muiderberg         | Muiderberg              | september 1920                | augustus 1924              | |
| VV Muiderpoort (1)    | Amsterdam               | juni 1918                     | november 1920              | |
| VV Muiderpoort (2)    | Amsterdam               | juni 1925                     | augustus 1924              | In 1927 opgegaan in MHC |
| MVK (1)               | Amsterdam               | augustus 1915                 | november 1920              | Was tot 1915 aangesloten bij de Amsterdamsche Volks Voetbalbond |
| MVZC                  | Amsterdam               | augustus 1928                 | Vraag                      | |
| NAO                   | Amsterdam               | mei 1935                      | Vraag                      | |
| RKVAV NEA             | Ouderkerk aan de Amstel | september 1940                | —                          | Was tot 1940 aangesloten bij de DHVB |
| NEC '75               | Amsterdam               | 1975                          | —                          | |
| VV De Nederlanders    | Amsterdam               | september 1940                | november 1941              | Was tot 1940 aangesloten bij de Amsterdamsche Kantoor Voetbalbond |
| SV Nedlloyd '70       | Amsterdam               | september 1940                | —                          | Was tot 1940 aangesloten bij de Amsterdamsche Kantoor Voetbalbond, heette tot 1970 SMN, tussen 1970 en 1977 NSU                                                                                 |
| AFC Neerlandia        | Amsterdam               | september 1903                | 1991                       | Het 2e elftal was in het seizoen 1907/08 aangesloten bij de Noordhollandsche Voetbalbond, de bond wees het verzoek van het 1e elftal om toe te treden af, in 1991 gefuseerd tot Neerlandia/SLTO |
| Neerlandia/SLTO       | Amsterdam               | 1991                          | —                          | |
| SV Nehamy             | Amsterdam               | september 1940                | 1964                       | Was tot 1940 aangesloten bij de Amsterdamsche Kantoor Voetbalbond |
| Neleob                | Amsterdam               | september 1930                | april 1937                 | |
| NFC                   | Amstelveen              | september 1920                | december 1939 —            | |
| Noorder Boys          | Amsterdam               | september 1940                | maart 1942                 | Was tot 1940 aangesloten bij de Amsterdamsche Volks Voetbalbond |
| NOS (1)               | Amsterdam               | 1918                          | januari 1926               | Was eerder aangesloten bij de Amsterdamsche Volks Voetbalbond |
| NOS (3)               | Amsterdam               | augustus 1931                 | augustus 1938              | In 1938 gefuseerd tot CNF |
| NVA                   | Amsterdam               | september 1940                | Vraag                      | Was tot 1940 aangesloten bij de DHVB |
| NVC (1)               | Amsterdam               | augustus 1927                 | juli 1932                  | |
| NVC (2)               | Amsterdam               | juli 1932                     | augustus 1940              | Opgegaan in ODE |
| NVO                   | Amsterdam               | augustus 1922                 | januari 1925               | Was tot 1922 aangesloten bij de Amsterdamsche Volks Voetbalbond |
| NVS                   | Amsterdam               | juli 1923                     | juli 1929                  | Was tot 1923 aangesloten bij de Amsterdamsche Volks Voetbalbond |
| NWVV                  | Amsterdam               | september 1905                | maart 1908                 | |
| OBK (1)               | Amsterdam               | augustus 1921 juni 1924       | januari 1924 augustus 1925 | Was tot 1921 aangesloten bij de Amsterdamsche Volks Voetbalbond; heropgericht |
| OBK (2)               | Amsterdam               | augustus 1927                 | Vraag                      | |
| Oceaan                | Amsterdam               | september 1940                | november 1942              | |
| Ocean                 | Amsterdam               | november 1922                 | oktober 1925               | |
| ODA                   | Duivendrecht            | september 1940                | 1970                       | In 1970 gefuseerd tot CTO '70 |
| AVV ODE               | Amsterdam               | juni 1912                     | 1941                       | |
| ODIV (1)              | Amsterdam               | juli 1913                     | december 1914              | |
| ODIV (2)              | Amsterdam               | juli 1923                     | december 1926              | Was tot 1923 aangesloten bij de Amsterdamsche Volks Voetbalbond |
| ODIV (4)              | Amsterdam               | maart 1934                    | Vraag                      | |
| ODOS                  | Amsterdam               | september 1940                | 1972                       | Was tot 1940 aangesloten bij de DHVB, heette tot 1949 PVCB |
| OKA                   | Amsterdam               | juni 1952                     | juni 1976                  | Fuseerde in 1976 tot WTO |
| Olivio                | Amsterdam               | september 1910                | november 1920              | Heette tot oktober 1911 Achilles |
| Olympus               | Amsterdam               | juni 1929                     | 1965                       | In 1965 gefuseerd tot AGS Olympus |
| OMS                   | Amsterdam               | augustus 1920                 | juli 1929                  | Was tot 1920 aangesloten bij de Amsterdamsche Volks Voetbalbond |
| ONO                   | Amsterdam               | oktober 1928                  | juli 1929                  | |
| ONS                   | Amsterdam               | september 1932                | maart 1935                 | |
| Ontspanning           | Amsterdam               | september 1933                | Vraag                      | |
| Ontwaakt              | Amsterdam               | september 1926                | 1976                       | Was tot 1926 aangesloten bij de Amsterdamsche Volks Voetbalbond, in 1976 gefusseerd tot WTO |
| Het Oosten            | Amsterdam               | 1932                          | december 1936              | Was eerder aangesloten bij de Amsterdamsche Volks Voetbalbond |
| VV Oosterpark (1)     | Amsterdam               | september 1904                | april 1912                 | Was vanaf 1912 aangesloten bij de Amsterdamsche Volks Voetbalbond |
| VV Oosterpark (2)     | Amsterdam               | augustus 1918                 | november 1942              | Was tot 1918 aangesloten bij de Amsterdamsche Volks Voetbalbond |
| Oranje Wit            | Amsterdam               | maart 1918                    | november 1919              | |
| Oranje Zwart          | Amsterdam               | juli 1923                     | 1976                       | In 1976 gefuseerd tot OZK |
| RKSV Oranje Zwart     | Amsterdam               | september 1940                | 1945                       | Was tot 1940 aangesloten bij de DHVB, is tijdens de oorlogjaren opgeheven |
| Orion                 | Amsterdam               | september 1929                | september 1934             | Fuseerde in 1934 tot Orion DTC |
| Orion-DTC             | Amsterdam               | september 1936                | januari 1938               | Was tot 1936 aangesloten bij de Amsterdamsche Volks Voetbalbond |
| SC Overamstel         | Amsterdam               | 1974                          | —                          | |
| Overman               | Amsterdam               | augustus 1923                 | juli 1933                  | Heette tot okt 1923 HOC |
| VV Overtoom           | Amsterdam               | juli 1923                     | september 1935             | Was tot 1923 aangesloten bij de Amsterdamsche Volks Voetbalbond |
| OVVO                  | Amsterdam               | augustus 1920                 | 1994                       | Fuseerde in 1994 tot ASC Xanthos |
| P en T                | Amsterdam               | augustus 1921                 | —                          | |
| De Palm               | Amsterdam               | juli 1926                     | juli 1933                  | Was tot jul 1926 aangesloten bij de Amsterdamsche Volks Voetbalbond |
| RKSV Pancratius       | Badhoevedorp            | september 1940                | —                          | Was tot 1940 aangesloten bij de DHVB |
| PDS                   | Amsterdam               | mei 1941                      | Vraag                      | |
| VV De Pionier         | Amsterdam               | augustus 1924                 | 1953                       | In 1953 opgegaan in Arsenal |
| VV Pluvius            | Amsterdam               | juli 1923                     | juli 1933                  | |
| VV Polanen            | Amsterdam               |                               | juli 1933                  | Was eerder aangesloten bij de Amsterdamsche Volks Voetbalbond |
| Presto                | Amsterdam               | mei 1932                      | Vraag                      | |
| PVDT                  | Amsterdam               | augustus 1930                 | september 1935             | |
| Quick                 | Amsterdam               | september 1910                | Vraag                      | Mogelijk al eerder actief bij de Amsterdamsche Volks Voetbalbond |
| Quick                 | Amsterdam               | oktober 1894 1910             | 1908                       | Was in de tussenliggende periode aangesloten bij de Amsterdamsche Volks Voetbalbond |
| Quo Vadis             | Amsterdam               | augustus 1912                 | augustus 1913              | Heette tot okt 1912 Be Quick |
| Raak Boys             | Amsterdam               | september 1940                | Vraag                      | Was tot 1940 aangesloten bij de Amsterdamsche Volks Voetbalbond |
| VV Randwijck          | Amsterdam               | augustus 1931                 | augustus 1936              | |
| VV Ransdorp           | Ransdorp                | september 1934                | maart 1942                 | |
| RAP                   | Amsterdam               | november 1899                 | juli 1914                  | |
| SV Rap                | Amsterdam               | augustus 1917                 | —                          | |
| AFC Rapid             | Amsterdam               | september 1913                | juli 1916                  | |
| Rapid                 | Amsterdam               | september 1933                | november 1941              | |
| WFC Rapiditas         | Weesp                   | september 1906                | —                          | |
| Rapiditas             | Amsterdam               |                               | augustus 1916              | |
| RAV                   | Amsterdam               | september 1940                | Vraag                      | Was tot 1940 aangesloten bij de Amsterdamsche Kantoor Voetbalbond |
| RCA (1)               | Amsterdam               | augustus 1911                 | augustus 1915              | In 1915 gefuseerd tot RUC |
| RCA (2)               | Amsterdam               | juni 1918                     | 1985                       | In 1985 gefuseerd tot RCAC |
| RCAC                  | Amsterdam               | 1985                          | 1986                       | In 1986 werd fusie ontbonden |
| RCM                   | Muiden                  | september 1940                | Vraag                      | |
| RCW                   | Weesp                   | augustus 1921                 | augustus 1929              | |
| RDS                   | Amsterdam               | augustus 1925                 | april 1937                 | |
| Ready                 | Amsterdam               | augustus 1915                 | augustus 1918              | |
| Reinwardt             | Amsterdam               | september 1919                | juli 1933                  | |
| Rijkstelegraaf        | Amsterdam               | augustus 1921                 | september 1922             | |
| RIVA                  | Amsterdam               | juli 1934                     | september 1935             | |
| ASV Rivalen           | Amsterdam               | augustus 1924                 | —                          | |
| RKAV                  | Amsterdam               | september 1940                | 1947                       | Was tot 1940 aangesloten bij de DHVB, in 1947 gefuseerd tot RKAVIC |
| RKAVIC                | Amsterdam               | 1947                          | —                          | |
| RKDES                 | Kudelstaart             | september 1940                | —                          | Was tot 1950 aangesloten bij de DHVB onder de naam DES (2) |
| RNC                   | Amsterdam               | augustus 1921                 | oktober 1924               | Was tot 1921 aangesloten bij de Amsterdamsche Volks Voetbalbond, opgegaan in Amstel |
| RODA                  | Amsterdam               | oktober 1914                  | Vraag                      | Heette tot okt 1916 GOVC |
| RKSV RODA '23         | Bovenkerk               | september 1940                | —                          | Was tot 1940 aangesloten bij de DHVB |
| RODI                  | Amsterdam               | juli 1923                     | augustus 1927              | Was tot 1923 aangesloten bij de Amsterdamsche Volks Voetbalbond |
| RODI                  | Amsterdam               | december 1928                 | 1956                       | In 1956 gefuseerd tot HRVC |
| AVC Rombout           | Amsterdam               | september 1932                | —                          | Was tot 1932 aangesloten bij de Amsterdamsche Volks Voetbalbond |
| VV De Romein          | Amsterdam               | augustus 1921                 | augustus 1922              | Was tot aug 1921 en vanaf aug 1922 aangesloten bij de Amsterdamsche Volks Voetbalbond |
| VV Romein             | Amsterdam               | september 1929                | juni 1932                  | Was tot 1929 aangesloten bij de Amsterdamsche Volks Voetbalbond |
| Rood Wit              | Amsterdam               | september 1940                | —                          | Was tot 1940 aangesloten bij de DHVB onder de naam VVA, heette tot 1957 RKVVA |
| VV Rozenkwartier      | Amsterdam               | oktober 1923                  | Vraag                      | Was vanaf 1923 of 1924 aangesloten bij de Amsterdamsche Volks Voetbalbond |
| RTS                   | Amsterdam               | juli 1923                     | Vraag                      | Was tot 1923 aangesloten bij de Amsterdamsche Volks Voetbalbond |
| VV De Ruijter         | Amsterdam               | september 1926                | januari 1928               | |
| RVB                   | Amsterdam               | september 1910                | november 1915              | |
| SAVM                  | Amsterdam               | juni 1927                     | 1949                       | In 1949 gefuseerd tot SDC |
| SCA                   | Amsterdam               | augustus 1915                 | oktober 1921               | |
| SCA                   | Amsterdam               | september 1924                | 1974                       | Was tot 1924 aangesloten bij de Amsterdamsche Volks Voetbalbond, in 1974 gefuseerd tot SC Buitenveldert                                                                                         |
| ASV Schellingwoude    | Amsterdam               | augustus 1927                 | —                          | Was tot 1927 aangesloten bij de Noordhollandsche Voetbalbond |
| VV Schinkelhaven      | Amsterdam               | oktober 1925                  | 1993                       | Was tot 1925 aangesloten bij de Amsterdamsche Volks Voetbalbond, fuseerde in 1993 tot OSC |
| VV Schiphol           | Schiphol                | augustus 1921                 | oktober 1922               | |
| SDA                   | Amsterdam               | augustus 1928                 | september 1939             | Heette tot feb 1929 Algemeene, in feb 1929 Amsterdamsche Algemeene |
| SDC                   | Amsterdam               | 1949                          | 1968                       | Fuseerde in 1968 tot VV De Eland SDC |
| SDE                   | Amsterdam               | september 1912                | augustus 1915              | Was tot 1912 aangesloten bij de Amsterdamsche Volks Voetbalbond |
| SDH                   | Amsterdam               | augustus 1915                 | augustus 1915              | Club was 1 week geregistreerd |
| SDO (1)               | Amsterdam               | augustus 1903 september 1908  | 1905 november 1911         | Was tussen 1905 en 1908 en vanaf 1911 aangesloten bij de Amsterdamsche Volks Voetbalbond |
| SDO (2)               | Amsterdam               | augustus 1917                 | november 1920              | |
| SDO (3)               | Amsterdam               | augustus 1921                 | Vraag                      | |
| SDS (1)               | Amsterdam               | augustus 1916                 | juli 1918                  | Was tot 1916 aangesloten bij de Amsterdamsche Volks Voetbalbond |
| SDS (2)               | Amsterdam               | september 1920                | augustus 1940              | |
| ASC SDW               | Amsterdam               | september 1910 november 1919  | september 1917 —           | Was tot 1910 aangesloten bij de Amsterdamsche Volks Voetbalbond |
| AVV SDZ               | Amsterdam               | augustus 1925                 | —                          | Was tot 1925 aangesloten bij de Amsterdamsche Volks Voetbalbond |
| SEMO                  | Amsterdam               | september 1932                | december 1933              | Was tot 1932 aangesloten bij de Amsterdamsche Volks Voetbalbond |
| SEMO                  | Amsterdam               | september 1939                | 1960                       | Was tot 1939 aangesloten bij de Amsterdamsche Volks Voetbalbond |
| Senefelder            | Amsterdam               | augustus 1920                 | oktober 1921               | |
| SEO                   | Amsterdam               | september 1932                | december 1936              | |
| SES                   | Amsterdam               | september 1940                | Vraag                      | Was tot 1940 aangesloten bij de Amsterdamsche Volks Voetbalbond |
| SEV (2)               | Amsterdam               | september 1921                | september 1927             | Was tot 1921 aangesloten bij de Amsterdamsche Volks Voetbalbond |
| SEVIOS                | Amsterdam               | september 1901                | april 1903                 | |
| SEWO                  | Amsterdam               | augustus 1925                 | oktober 1933               | Was tot 1925 aangesloten bij de Amsterdamsche Volks Voetbalbond |
| SGO                   | Amsterdam               | januari 1936                  | september 1936             | Was tot 1936 aangesloten bij de Amsterdamsche Volks Voetbalbond |
| SHELL                 | Amsterdam               | maart 1939                    | Vraag                      | Was tot 1939 aangesloten bij de Amsterdamsche Kantoor Voetbalbond |
| SHO (1)               | Amsterdam               | juli 1923                     | juli 1925                  | Was tot 1923 aangesloten bij de Amsterdamsche Volks Voetbalbond |
| SIN                   | Amstelveen              | juni 1933                     | april 1937                 | |
| RKASV Sint Louis      | Amsterdam               | september 1940                | —                          | Was tot 1940 aangesloten bij de DHVB |
| VV Sint Martinus      | Amsterdam               | september 1940                | —                          | Was tot 1940 aangesloten bij de DHVB |
| Slotania              | Amsterdam               | augustus 1921                 | augustus 1924              | |
| VV Sloten             | Amsterdam               | augustus 1922                 | maart 1926                 | |
| SC Sloten             | Amsterdam               | juni 1985                     | —                          | |
| VV Sloterdijk         | Amsterdam               | oktober 1914                  | oktober 1916               | |
| AVV Sloterdijk        | Amsterdam               | juli 1918                     | —                          | |
| SC Sloterpark/AGS     | Amsterdam               | september 1920                | 1941                       | |
| SLTO                  | Amsterdam               | juli 1923                     | 1991                       | Was tot 1923 aangesloten bij de Amsterdamsche Volks Voetbalbond, in 1991 gefuseerd tot Neerlandia/SLTO                                                                                          |
| SMT                   | Amsterdam               | augustus 1934                 | september 1935             | |
| SNA                   | Amsterdam               | augustus 1921                 | —                          | Was tot 1921 aangesloten bij de Amsterdamsche Volks Voetbalbond |
| SNC                   | Amsterdam               | september 1924                | juli 1925                  | |
| SND                   | Weesp                   | oktober 1921                  | januari 1926               | |
| SNV (1)               | Amsterdam               | augustus 1912                 | augustus 1915              | |
| SNV (2)               | Amsterdam               | augustus 1919                 | januari 1923               | |
| SNV (3)               | Amsterdam               | september 1924                | juli 1925                  | |
| VV De Spaarbank       | Amsterdam               | september 1940                | Vraag                      | Was tot 1940 aangesloten bij de Amsterdamsche Kantoor Voetbalbond |
| Spaarndammerkwartier  | Amsterdam               | juli 1923                     | augustus 1927              | |
| Sparode               | Amsterdam               | september 1920                | september 1921             | |
| Sparta                | Amsterdam               | september 1908                | Vraag                      | |
| Sparticus (2)         | Amsterdam               | augustus 1922                 | januari 1938               | Was tot 1922 aangesloten bij de Amsterdamsche Volks Voetbalbond |
| De Spartaan           | Amsterdam               | 1908                          | juli 1988                  | Was tot 1908 aangesloten bij de Amsterdamsche Volks Voetbalbond, heette tot dec 1908 Sparta |
| VV De Sperwer         | Amsterdam               | september 1920                | augustus 1921              | Heette tot dec 1920 VIOS |
| VV De Sperwers        | Amsterdam               | juni 1923                     | december 1926              | |
| SPORT                 | Amsterdam               | augustus 1922                 | —                          | Was tot 1922 aangesloten bij de Amsterdamsche Volks Voetbalbond |
| Sporting Amsterdam    | Amsterdam               | september 1985                | —                          | |
| Sporting Zuid         | Amsterdam               | 1971                          | —                          | |
| VV De Spreeuwen       | Amsterdam               | 1932                          | maart 1942                 | Was tot 1932 aangesloten bij de Amsterdamsche Volks Voetbalbond |
| SSDO                  | Amsterdam               | juli 1922                     | juli 1923                  | |
| Sta Pal               | Amsterdam               | juli 1926                     | december 1937              | Was tot 1926 aangesloten bij de Amsterdamsche Volks Voetbalbond |
| AVV Steeds Voorwaarts | Amsterdam               | september 1899 1910           | 1904 augustus 1925         | Was tussen 1904 en 1910 aangesloten bij de Amsterdamsche Volks Voetbalbond |
| STEVO                 | Amsterdam               | september 1936                | Vraag                      | Was tot 1936 aangesloten bij de Amsterdamsche Volks Voetbalbond |
| Sumatra Boys          | Amsterdam               | augustus 1938                 | maart 1940                 | Was tot 1938 aangesloten bij de Amsterdamsche Volks Voetbalbond |
| Surinam Boys          | Amsterdam               | augustus 1935                 | maart 1942                 | Amsterdamsche Volks Voetbalbond |
| SVA                   | Amsterdam               | april 1934                    | september 1937             | |
| SVAC                  | Amsterdam               | oktober 1940                  | september 1941             | |
| SVB (1)               | Amsterdam               | oktober 1924                  | december 1932              | Gefuseerd tot HSVB |
| SVB (2)               | Amsterdam               | december 1932                 | januari 1942               | Heette tot aug 1933 HSVB |
| SVO (1)               | Amsterdam               | november 1927                 | november 1935              | |
| SVO (2)               | Amsterdam               | september 1940                | Vraag                      | Was tot 1940 aangesloten bij de DHVB |
| SVT                   | Amsterdam               | september 1938                | maart 1942                 | |
| SVZ                   | Amsterdam               | augustus 1936                 | maart 1942                 | |
| AVV Swift             | Amsterdam               | augustus 1911                 | —                          | |
| Swift                 | Amsterdam               | oktober 1898                  | augustus 1909              | |
| Swift bis             | Amsterdam               | oktober 1903                  | september 1904             | |
| AFC TABA              | Amsterdam               | juni 1933                     | —                          | |
| Taseno                | Amsterdam               | juli 1921                     | januari 1926               | |
| TAVENU                | Amsterdam               | september 1920                | 1970                       | |
| TAVV                  | Amsterdam               | oktober 1904                  | oktober 1905               | |
| TBS                   | Amsterdam               | maart 1934                    | Vraag                      | Was tot 1934 aangesloten bij de Amsterdamsche Volks Voetbalbond |
| TCA                   | Amsterdam               | augustus 1921                 | juli 1929                  | |
| TDC                   | Amsterdam               | augustus 1927                 | april 1937                 | |
| TDO                   | Amsterdam               | september 1920                | 1976                       | Was tot 1920 aangesloten bij de Amsterdamsche Volks Voetbalbond, in 1976 gefuseerd tot WTO |
| TDW (1)               | Amsterdam               | augustus 1924                 | juli 1926                  | |
| TDW (2)               | Amsterdam               | juli 1928                     | 1955                       | Fuseerde in 1955 tot TDW Centrum |
| TWD Centrum           | Amsterdam               | 1955                          | 1974                       | Fuseerde in 1974 fot FC Amstelland |
| The Chrysler Boys     | Amsterdam               | oktober 1928                  | maart 1935                 | |
| The Pirats            | Amsterdam               | januari 1929                  | juli 1933                  | |
| The Unity             | Amsterdam               | september 1940                | 1971                       | Was tot 1940 aangesloten bij de DHVB, in 1971 gefuseerd tot Sporting Zuid |
| SV The Victory        | Weesp                   | september 1940                | —                          | Was tot 1940 aangesloten bij de DHVB |
| THOR                  | Amsterdam               | april 1933                    | juli 1937                  | |
| TIW                   | Amsterdam               | augustus 1924                 | 1979                       | In 1979 gefuseerd tot TIW Amstel |
| TIW Amstel            | Amsterdam               | 1979                          | 1988                       | Fuseerde in 1988 tot Watergraafsmeer |
| TMS                   | Amsterdam               | augustus 1924                 | augustus 1927              | |
| RKSV TOB              | Amsterdam               | augustus 1947                 | juni 1967                  | Promotie naar KNVB |
| AVV TOG               | Amsterdam               | september 1913                | —                          | Was tot 1913 aangesloten bij de Amsterdamsche Volks Voetbalbond |
| TOGO                  | Amsterdam               | augustus 1932                 | maart 1935                 | |
| VV Tolbrug            | Amsterdam               | september 1922                | september 1924             | |
| TOP                   | Amsterdam               | 1903                          | februari 1905              | Mogelijk vanaf 1906 aangesloten bij de Amsterdamsche Volks Voetbalbond |
| TOS (1)               | Amsterdam               | augustus 1913 september 1917  | augustus 1915 juni 1932    | |
| TOS (2)               | Amsterdam               | juni 1932                     | augustus 1939              | In 1939 gefuseerd tot TOS-Actief |
| TOS-Actief            | Amsterdam               | augustus 1939                 | —                          | |
| VV Tuschinski         | Amsterdam               | juli 1923                     | december 1923              | |
| TVK                   | Amsterdam               | juli 1935                     | Vraag                      | |
| SV Twentsche Bank     | Amsterdam               | september 1940                | Vraag                      | Was tot sep 1940 aangesloten bij de Amsterdamsche Kantoor Voetbalbond |
| TWM                   | Amsterdam               | augustus 1927                 | 1971                       | In 1971 gefuseerd tot TMWC |
| VV Uithoorn           | Uithoorn                | september 1931                | juni 1995                  | |
| Unicum (1)            | Amsterdam               | februari 1913                 | september 1917             | |
| Unicum (2)            | Amsterdam               | september 1919                | september 1923             | |
| Union (1)             | Amsterdam               | augustus 1903                 | september 1903             | |
| Union (2)             | Amsterdam               | september 1916                | maart 1924                 | Was tot 1916 aangesloten bij de Amsterdamsche Volks Voetbalbond |
| Unity                 | Amsterdam               | februari 1914                 | augustus 1915              | Was tot 1914 aangesloten bij de Amsterdamsche Volks Voetbalbond, in 1915 gefuseerd tot RUC |
| Ursus                 | Amsterdam               | juni 1918                     | november 1920              | |
| USC                   | Amsterdam               | september 1908                | Vraag                      | |
| SVV Valeram           | Amsterdam               | januari 1929                  | september 1931             | |
| Valevefa              | Amsterdam               | september 1940                | Vraag                      | Was tot sep 1940 aangesloten bij de Amsterdamsche Kantoor Voetbalbond |
| De Valken Boys        | Amsterdam               | april 1941                    | oktober 1941               | |
| VV Van Gend en Loos   | Amsterdam               | september 1930                | april 1937                 | |
| Van Munster           | Amsterdam               | september 1929sep 1929        | maart 1935                 | |
| VAO                   | Aalsmeer                | augustus 1931                 | maart 1935                 | |
| VASZ                  | Amsterdam               | augustus 1931                 | juli 1933                  | |
| VBW                   | Amsterdam               | september 1931                | september 1935             | |
| VBZ                   | Amsterdam               | september 1916                | december 1918              | |
| VCA                   | Amsterdam               | februari 1913                 | december 1918              | |
| VDO                   | Uithoorn                | september 1940                | 1995                       | Was tot 1940 aangesloten bij de DHVB, in 1995 gefuseerd tot Legmeervogels |
| VDO                   | Amsterdam               |                               | augustus 1921              | Was vanaf 1921 aangesloten bij de Amsterdamsche Volks Voetbalbond |
| VDW (1)               | Amsterdam               | juli 1923                     | juli 1925                  | |
| VDW (2)               | Amsterdam               | augustus 1928                 | Vraag                      | Was tot 1928 aangesloten bij de Amsterdamsche Volks Voetbalbond |
| ASV Vespucci          | Amsterdam               | september 1932                | —                          | Was tot 1932 aangesloten bij de Amsterdamsche Volks Voetbalbond |
| VIC                   | Amsterdam               | september 1940                | 1947                       | Was tot 1940 aangesloten bij de DHVB, in 1947 gefuseerd tot RKAVIC |
| Victoria              | Amsterdam               | september 1904                | 1908                       | Het 2e elftal was in het seizoen 1904/05 aangesloten bij de Amsterdamsche Volks Voetbalbond |
| VV De Victoriaan (2)  | Amsterdam               | juli 1923                     | september 1925             | Was tot 1923 aangesloten bij de Amsterdamsche Volks Voetbalbond, in 1925 opgegaan in VKC |
| VIOD                  | Amsterdam               | februari 1913                 | december 1914              | |
| VIOS                  | Amsterdam               | september 1904                | november 1911              | Was vanaf 1911 aangesloten bij de Amsterdamsche Volks Voetbalbond |
| Viribus Audax         | Amsterdam               | augustus 1915                 | december 1916              | |
| VKC                   | Amsterdam               | september 1925                | september 1928             | |
| CVV Vlug en Vaardig   | Amsterdam               | augustus 1932                 | —                          | Stond ook bekend als V en V |
| VMK                   | Amstelveen              | november 1935                 | april 1937                 | Was tot 1935 aangesloten bij de Amsterdamsche Volks Voetbalbond |
| VOG                   | Amsterdam               | september 1919                | Vraag                      | |
| De Volewijckers       | Amsterdam               | juli 1921                     | —                          | |
| Volharding            | Amsterdam               | 1894                          | juli 1914                  | In 1914 gefuseerd tot RAP |
| SC Voorland           | Amsterdam               | november 1974                 | —                          | |
| Vooruitgang           | Amsterdam               | 1900                          | januari 1904               | |
| Voorwaarts (1)        | Amsterdam               |                               | juni 1904                  | |
| Voorwaarts (2)        | Amsterdam               | augustus 1915                 | Vraag                      | Was tot 1915 aangesloten bij de Amsterdamsche Volks Voetbalbond |
| VRA                   | Amsterdam               | augustus 1914                 | augustus 1917              | |
| VUNO                  | Amsterdam               | juli 1927                     | juli 1929                  | |
| VVA                   | Amsterdam               | 1903                          | 1988                       | Tussen 1908 en 1910 was het 3e team van de club aangesloten bij de Noordhollandsche Voetbalbond, in 1988 gefuseerd tot VVA/Spartaan                                                             |
| VVA/Spartaan          | Amsterdam               | juli 1988                     | —                          | |
| VVAN                  | Amstelveen              | september 1932                | april 1937                 | |
| VVGA                  | Amsterdam               | september 1940                | —                          | Was vanaf 1911 aangesloten bij de Amsterdamsche Volks Voetbalbond |
| VVV                   | Amsterdam               | september 1903                | Vraag                      | ACHC 'Veni Vidi Vici', sinds 1902. Bestaat nog als hockey- en cricketvereniging, Sportpark 't Loopveld, Amsterdam                                                                               |
| VZOS (1)              | Amsterdam               | augustus 1921                 | Vraag                      | Was later aangesloten bij de Amsterdamsche Volks Voetbalbond |
| VZOS (2)              | Amsterdam               | juli 1934                     | december 1935              | |
| VZOS                  | Weesperkarspel          | augustus 1928                 | september 1930             | |
| ASV Wartburgia        | Amsterdam               | september 1926                | —                          | Heette tot jul 1927 ALFC |
| Watergraafsmeer       | Amsterdam               | 1988                          | 1995                       | Fuseerde in 1995 tot JOS Watergraafsmeer |
| VV Watergraafsmeer    | Amsterdam               | juli 1912                     | 1974                       | In 1974 gefuseerd tot FC Amstelland |
| VV Waterloo           | Amsterdam               | januari 1926                  | Vraag                      | Was later aangesloten bij de Amsterdamsche Volks Voetbalbond |
| WBC                   | Amsterdam               | augustus 1913                 | mei 1917                   | |
| WDOW                  | Amsterdam               | augustus 1935                 | Vraag                      | Was tot 1935 aangesloten bij de Amsterdamsche Volks Voetbalbond |
| WDZ                   | Amsterdam               | augustus 1928                 | december 1936              | Was tot 1928 aangesloten bij de Amsterdamsche Volks Voetbalbond |
| VV Weesp              | Weesp                   | september 1919                | september 1923             | |
| Weesper Blauw Wit     | Weesp                   |                               | augustus 1915              | |
| VV Werkspoor (1)      | Amsterdam               | augustus 1924                 | augustus 1930              | Was tot sep 1924 aangesloten bij de Amsterdamsche Kantoor Voetbalbond |
| VV Werkspoor (2)      | Amsterdam               | september 1933                | september 1935             | |
| Het Westen            | Amsterdam               | augustus 1931                 | december 1938              | Was tot 1931 aangesloten bij de Amsterdamsche Volks Voetbalbond |
| VV Westerpark         | Amsterdam               | augustus 1921                 | januari 1926               | Was tot 1921 aangesloten bij de Amsterdamsche Volks Voetbalbond |
| VV De Wetbuurt        | Amsterdam               | augustus 1915                 | oktober 1916               | |
| WGOVV                 | Weesp                   | oktober 1914                  | augustus 1915              | |
| WHV                   | Amsterdam               | augustus 1915 april 1920      | juni 1918 januari 1923     | Heropgericht |
| Wilhelmina Vooruit    | Amsterdam               | 1910                          | 1956                       | In 1956 gefuseerd tot WV-HEDW |
| VV Wilskracht         | Amsterdam               | oktober 1914                  | november 1915              | |
| RKASV Wilskracht      | Amsterdam               | september 1940                | 1957                       | Was tot 1940 aangesloten bij de DHVB, fuseerde in 1957 tot Wilskracht SNL |
| Wilskracht SNL        | Amsterdam               | 1947                          | 1990                       | Fuseerde in 1990 tot ASV Middenmeer |
| VV Wittenburg         | Amsterdam               | september 1920                | maart 1922                 | Was tot 1920 aangesloten bij de Amsterdamsche Volks Voetbalbond |
| WMC                   | Amsterdam               | augustus 1931                 | Vraag                      | |
| WMHO                  | Amsterdam               | september 1940                | 1976                       | Was tot 1940 aangesloten bij de Amsterdamsche Volks Voetbalbond |
| WMHZ                  | Amsterdam               | september 1930 september 1939 | december 1938              | Was tot 1930 aangesloten bij de Amsterdamsche Volks Voetbalbond |
| WMS                   | Amsterdam               | september 1922                | —                          | Was tot 1922 aangesloten bij de Amsterdamsche Volks Voetbalbond |
| Wol '33               | Amsterdam               | september 1940                | —                          | Was tot 1940 aangesloten bij de Amsterdamsche Kantoor Voetbalbond onder de naam Wol |
| Woodward              | Amsterdam               | juli 1923                     | augustus 1931              | Was tot 1923 aangesloten bij de Amsterdamsche Volks Voetbalbond |
| Woudvogels (1)        | Amsterdam               | augustus 1924                 | december 1927              | Was tot 1924 aangesloten bij de Algemeene Voetbalbond Amsterdam |
| Woudvogels (2)        | Amsterdam               | september 1928                | augustus 1930              | |
| WV-HEDW               | Amsterdam               | 1956                          | —                          | |
| WZD                   | Amstelveen              | november 1930                 | april 1937                 | |
| ASC Xanthos           | Amsterdam               | 1994                          | —                          | |
| VV Zeeburg            | Amsterdam               | september 1919                | oktober 1921               | Was tot 1919 aangesloten bij de Amsterdamsche Volks Voetbalbond, heette tot okt 1919 Victoria                                                                                                   |
| AVV Zeeburgia         | Amsterdam               | juni 1921                     | —                          | Was tot 1921 aangesloten bij de Amsterdamsche Volks Voetbalbond onder de naam VV Zeeburg |
| Zeeburgsche Boys      | Amsterdam               | november 1935                 | februari 1938              | Was tot 1935 aangesloten bij de Amsterdamsche Volks Voetbalbond |
| VV Zomers Buiten      | Amsterdam               | augustus 1927                 | februari 1928              | Was tot 1927 aangesloten bij de Amsterdamsche Volks Voetbalbond |
| ZPC                   | Amsterdam               | september 1940                | —                          | Was tot 1940 aangesloten bij de DHVB |
| ZRC                   | Amsterdam               | augustus 1920                 | —                          | Was tot 1920 aangesloten bij de Amsterdamsche Volks Voetbalbond |
| VV ZRC Herenmarkt     | Amsterdam               | 1994                          | —                          | |
| ZSGO                  | Amsterdam               | september 1920                | —                          | |
| ZSVC                  | Amsterdam               | september 1927                | Vraag                      | Was tot 1927 aangesloten bij de Amsterdamsche Volks Voetbalbond |
| ZTC                   | Amsterdam               | augustus 1921                 | juli 1925                  | Was tot 1921 aangesloten bij de Amsterdamsche Volks Voetbalbond |
| Zwaluwen              | Ouderkerk aan de Amstel | september 1940                | 1947                       | Was tot 1940 aangesloten bij de CNVB, fuseerde in 1947 tot Amstelzwaluwen |
| Zwaluwen '19          | Amsterdam               | september 1940                | Vraag                      | Was tot 1940 aangesloten bij de DHVB onder de naam Zwaluwen |

1. ↑  Historie TOB. Gearchiveerd op 26 oktober 2016. Geraadpleegd op 11 november 2016.